# Moena
Moena (ladí Moena) és un municipi italià, dins de la província autònoma de Trento. És un dels municipis del vall de Fassa (Ladínia). L'any 2007 tenia 2.628 habitants. Limita amb els municipis de Pozza di Fassa, Welschnofen, Vigo di Fassa, Falcade, Soraga, Predazzo i Tonadico. Comprèn les fraccions de Forno, Sorte, Someda, Penia, Medil i San Pellegrino

## Administració
| Període | Identitat              | Partit        |
| ------- | ---------------------- | ------------- |
| 2004-   | Riccardo Franceschetti | Llista cívica |